# Sikorsky–Boeing SB-1 Defiant
Boeing-Sikorsky SB-1 Defiant je technologický demonstrátor složeného vrtulníku vyvinutý americkými společnostmi Boeing a Sikorsky (součást koncernu Lockheed Martin) v rámci demonstračního programu americké armády Joint Multi-Role (JMR). V roce 2022 neuspěl v programu Future Long-Range Assault Aircraft (FLRAA) na náhradu transportních vrtulníků Sikorsky UH-60 Black Hawk.

## Vznik a vývoj
Americké společnosti Boeing a Sikorski zahájily vývoj vrtulníku SB-1 Defiant pro demonstrační program americké armády Joint Multi-Role. Program JMR slouží k otestování technologií pro připravovanou novou generaci letounů VTOL s větší cestovní rychlostí a doletem. Konkurenční tým společností Bell a Lockheed Martin se do programu JMR zapojil s konvertoplánem Bell V-280 Valor. Naopak neuspěly projekty společností AVX a Karem. Testování demonstrátorů SB-1 Defiant a V-280 Valor (obě společnosti je považovaly spíše za prototypy) mělo přinést informace o schopnostech nové generace vrtulníků a pomoci vytvořit technické požadavky pro připravovaný akviziční program Future Vertical Lift (FVL). V rámci něj měly být nahrazeny všechny stávající klasické vrtulníky typů UH-60 Black Hawk, AH-64 Apache, CH-47 Chinook a OH-58 Kiowa. Program FVL se přitom dělil do několika podprogramů zaměřených na stroje různých výkonů a určení.
Projekty SB-1 Defiant a V-280 Valor soupeřily v dílčím programu FLRAA (Future Long-Range Assault Aircraft), jehož cílem bylo vyvinout nástupce transportních vrtulníků UH-60 Black Hawk. Vrtulník měl původně vzlétnout před koncem roku 2018, zahájení letových zkoušek ale bylo odloženo. První let prototypu SB-1 Defiant proběhl 21. března 2019. Zdržení údajně vzniklo především kvůli problémům s výrobou kompozitních listů koaxiálních rotorů.
Počátkem jara 2022 absolvoval demonstrátor SB-1 let z floridského Palm Beach do Nashvilluu v Tennessee. Absolvoval tak vzdálenost, která odpovídá 700 námořních mil (1 296 km). Při nich posádka absovovala dvě krátká mezipřistání pro doplnění paliva. Demonstrátor  se pohyboval rychlostí  přibližně 322 km/h (200 mph, 174 uzlů) s motory, které využíval zhruba na polovinu dostupného výkonu.
Vítězem kontraktu na náhradu vrtulníků UH-60 (FLRAA) se v prosinci 2022 stala nakonec společnost Bell Textron s typem V-280 Valor.
Prototyp SB-1 Defiant získalo United States Army Aviation Museum.

## Konstrukce
Vrtulník SB-1 využívá technologii pokročilých rotorů ABS (Advancing Blade Concept) poprvé vyzkoušenou v 70. letech na vrtulníku Sikorsky S-69. Na S-69 v roce 2008 navázal demonstrátor Sikorsky X2 a v roce 2015 prototyp průzkumného vrtulníku Sikorsky S-97. Trup vrtulníku je vyroben z kompozitních materiálů. Je vybaven zatahovacím podvozkem. Má koncepci se dvěma protiběžnými koaxiálními rotory ABC (Advancing Blade Concept) a zadní tlačnou vrtulí.
SB-1 by měl dosahovat cestovní rychlosti až 460 km/h (250 kn), ale bude mít menší dolet díky použití „staršího“ motoru T55. Nový motor Future Affordable Turbine Engine (FATE), má splňovat požadavky na dolet 424 km  (229 nmi). V porovnaní s konvenčními helikoptérami, má využití protiběžného hlavního rotoru a tlačné vrtule umožnit zvýšení rychlosti až o 185 km/h (100 kn), bojový akční rádius zvýšit o 60 % a o 50 % lepší výkony při letu ve visu.
Firma Sikorsky prohlásila, že konstrukce X2 není vhodná pro let s těžkým podvěsem. Místo toho navrhuje CH-53K pro přepravu těžkých nákládů v podvěsu. Sikorsky plánuje postaviť technologický demonstrátor programu JMR o hmotnosti až 30 000 liber (14 000 kg).
Sikorsky – Boeing uvádí, že SB-1 bude rychlý, s velkým zrychlením a zpomalením. SB-1 by se měl rovněž rychle pohybovat ze strany na stranu a mít schopnost viset s ocasem nahoru nebo dolů. Demonstrátor Defiant bude poháněn motorem Honeywell T55, který pohání CH-47 Chinook. Bude mírně upraven tak, aby lépe fungoval při nižších rychlostech vrtule, až na 85 % ot/min.

## Specifikace (SB-1 Defiant)

### Technické údaje
- Osádka: 4 posádka, 12 pasažérů[15]
- Maximální vzletová hmotnost: 13 600 kg[1]

### Výkony
- Maximální rychlost: 463 km/h[15]